# Sismos de Nazko de 2007-2008
Os sismos de Nazko, foram uma série de pequenos sismo, no estado de Colúmbia Britânica, sudoeste do Canadá, que registaram no máximo 4.0 na escala Richter.
Este evento sísmico decorreu de 9 de outubro de 2007 a 12 de junho de 2008, a oeste do Cone de Nazko.